# Heinrich Albrecht Gütschow

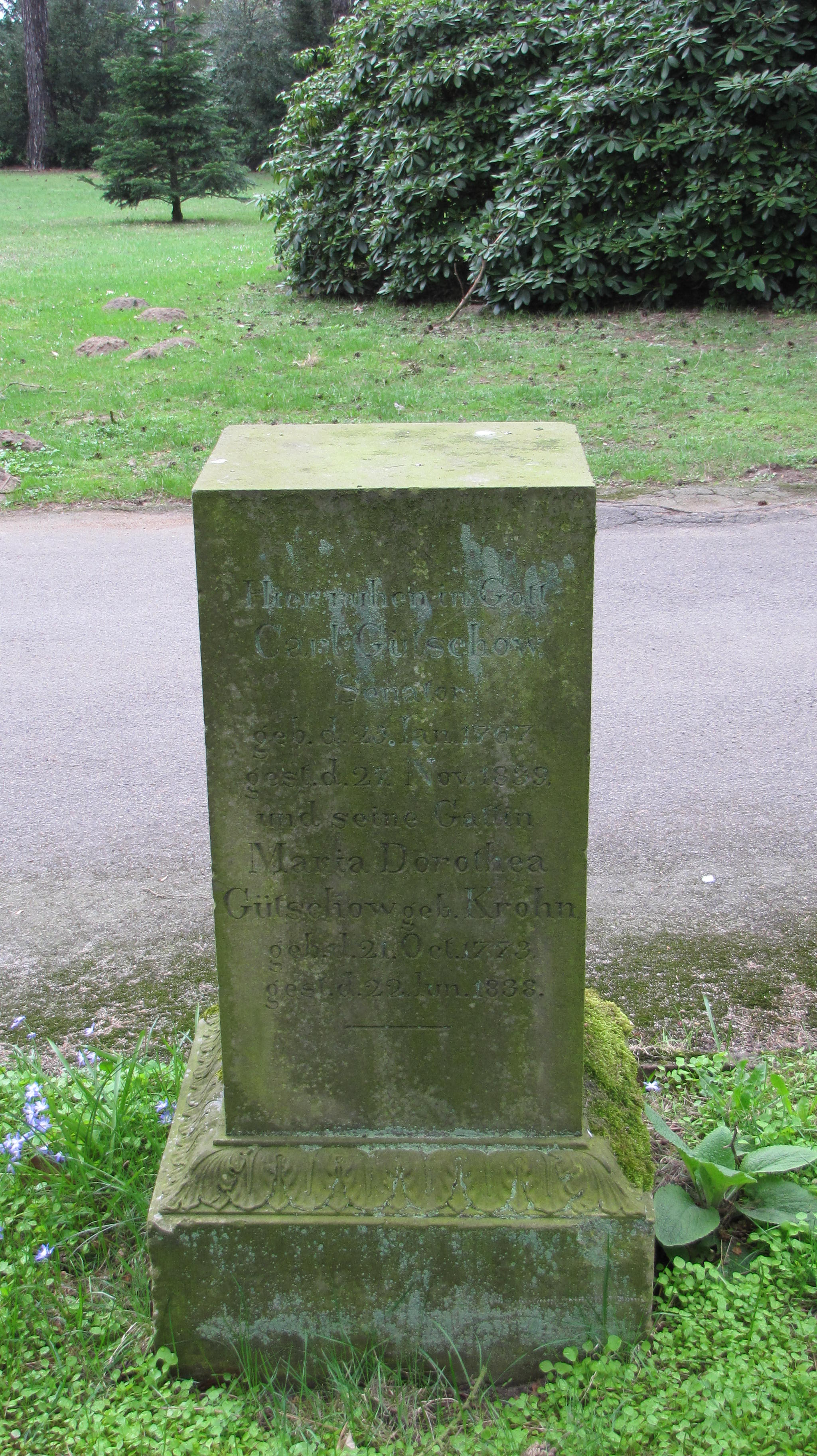
Grabstein, heute auf dem Vorwerker Friedhof

Heinrich Albrecht Carl Gütschow (* 25. Januar 1767 in Lübeck; † 27. November 1839 ebenda) war Kaufmann und Ratsherr der Hansestadt Lübeck.

## Leben
Heinrich Albrecht Gütschow war Sohn des Lübecker Ratsherrn Carl Abraham Gütschow. Er war Inhaber der Weinhandlung C. A. Gütschow & Sohn in Lübeck. In der Lübecker Franzosenzeit wurde er 1811 zunächst in den provisorischen Lübecker Munizipalrat bestimmt, während sein älterer Bruder, der Lübecker Syndicus Anton Diedrich Gütschow, als Maire adjoint der Stadt fungierte. 1813 gehörte er zu den Mitgliedern des Munizipalrates, die von den Franzosen als Gefangene nach Hamburg geführt wurden. Gütschow war – wie sein Vater zuvor – Mitglied der Lübecker Schonenfahrer und deren Ältermann. Er wurde 1819 zum Ratsherrn gewählt. Im Rat wirkte er von 1819 bis 1839 in der Steuerdeputation, ab 1825 als deren Präses; 1819 bis 1831 in Zoll und Zulage, ab 1826 bis 1832 als Präses; daneben war er in der Brandversicherung, der Vormundschaftsbehörde und im Finanzdepartement tätig. Er bewohnte bis 1838 die Mühlenstraße 5, danach die Hüxstraße 38.
Er war verheiratet mit Maria Dorothea, geb. Krohn (1773–1838). Der Sohn des Paares Carl Hermann Gütschow wurde Ratssekretär in Lübeck.